# Trollhättan 29

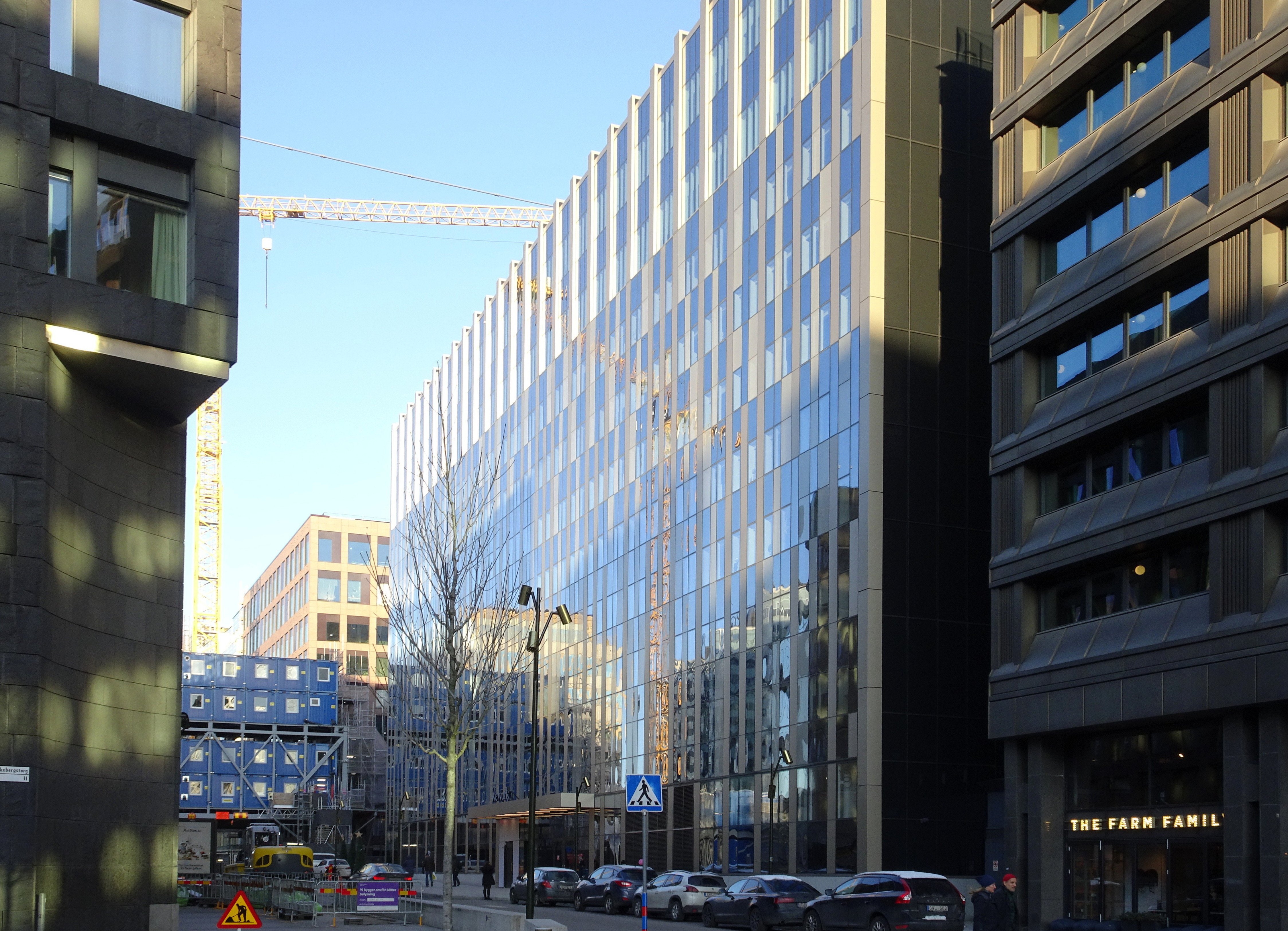
Fasaden mot Malmskillnadsgatan efter ombyggnaden, 2019.

Trollhättan 29 är en fastighet i kvarteret Trollhättan, med adresser på Malmskillnadsgatan 32 och Hamngatan 37 på Norrmalm i centrala Stockholm.

## Bakgrund

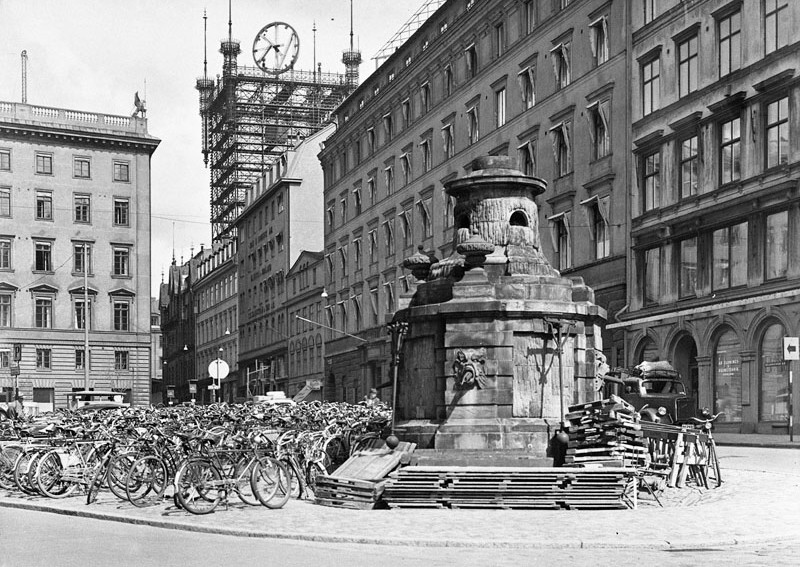
Vy från Brunkebergstorg 1950.

Trollhättan 29 är ett resultat av Norrmalmsregleringen när ett nytt City växte fram genom omfattande rivningar söder och sydost om Sergels torg. I slutet av 1960-talet hade omdaningen av Nedre Norrmalm nått området kring Brunkebergstorg. Kvarteret Storviggen (senare kvarteret Trollhättan) var den sista stora byggstenen i Cityomvandlingen. Här uppfördes i början av 1970 Gallerians fem fastigheter: Trollhättan 29, Trollhättan 30, Trollhättan 31, Trollhättan 32 och Trollhättan 33. Storviggenprojektets olika turer blev på 1970-talet en symbol för Cityförnyelsens misslyckande och en belastning för de styrande politikerna i stadshuset. Den negativa kritiken i pressen var omfattande. Med tiden ändrades uppfattningen och idag tillskrivs området stora samhällshistoriska värden.

## Byggnadsbeskrivning
Byggnaden restes mellan 1973 och 1975 på platsen för det tidigare Allmänna Telefonaktiebolagets hus som hus C i det stora affärskomplexet Gallerian. Som byggherre stod Sveriges investeringsbank tillsammans med byggnadsfirman Ohlsson & Skarne.  Ohlsson & Skarne hade överblivna betongelement från miljonprogrammet som användes för att uppföra byggnadens bärande konstruktion. Huset, som reser sig tio våningar över Hamngatan och i åtta våningar mot den högre liggande Malmskillnadsgatan, ritades liksom som bankgrannen i Trollhättan 33 av arkitektkontoret Boijsen & Efvergren. Bottenvåningarna mot Hamngatan och Malmskillnadsgatan inreddes för butiker, medan de övre våningarna utgjordes av kontorsutrymmen.
Fasaden bestod ursprungligen av plåtkassetter i champagnefärgad eloxerad aluminium. De smala indragna fönstren vilade på horisontella band. Fasaden artikulerades av de vertikala plåtkassetter som med jämna mellanrum löper i de övre våningarna. Entrén var smyckad med en relief av R. Hannes.

## Ombyggnad
År 2017 började en omfattande ombyggnad av tomträttshavaren, AMF fastigheter som avslutades hösten 2018. Huset fick en helt ny skepnad med bland annat ny fasad i glas, ny entré till Gallerian och ny entré mot Malmskillnadsgatan. För den nya gestaltningen stod Reflex Arkitekter. Ombyggnaden var ett led i projektet Urban Escape som AMF fastigheter genomförde för Gallarians fem fastigheter Trollhättan 29–33.

## Bilder

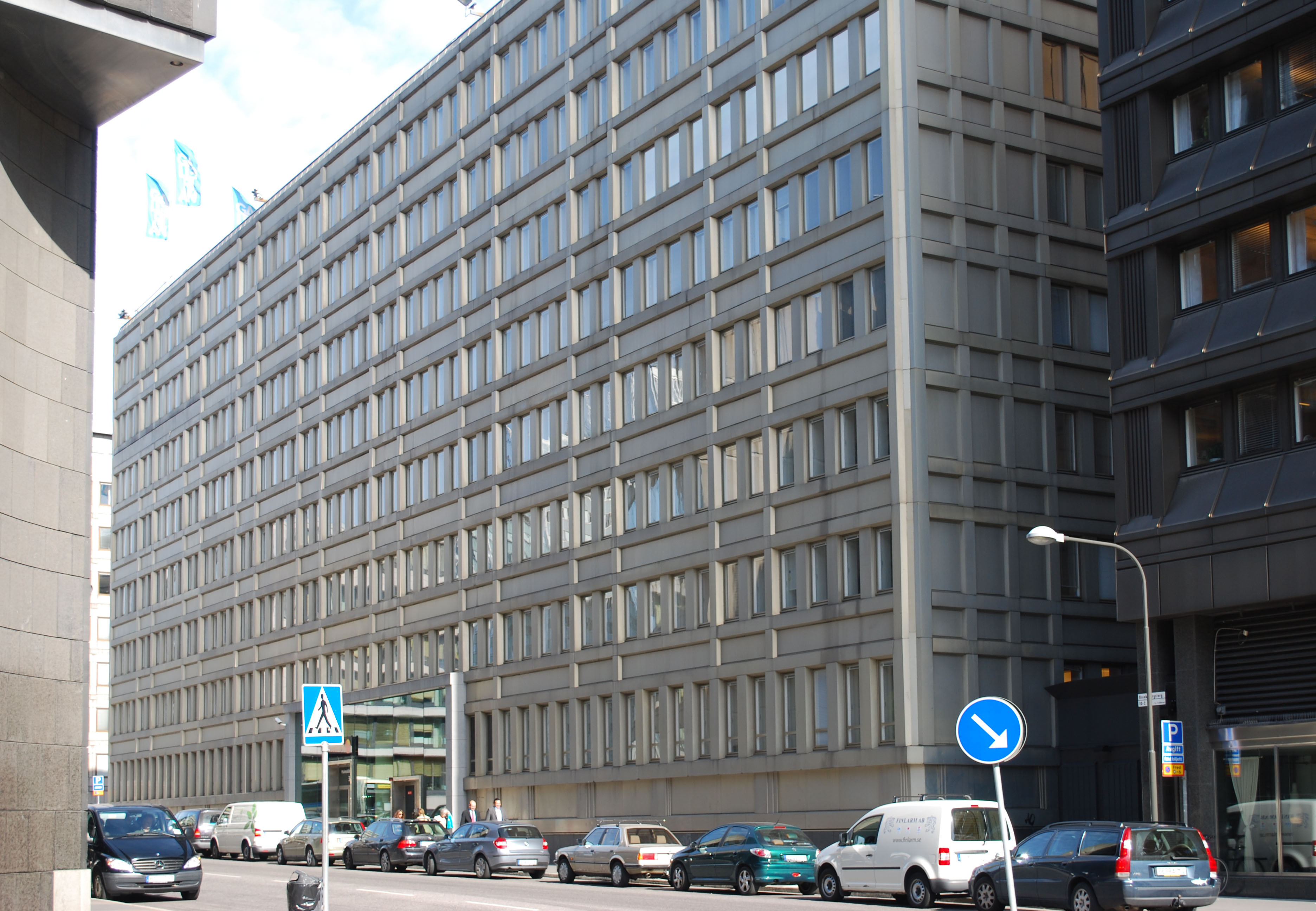
Fasaden mot Malmskillnadsgatan före ombyggnaden, 2009.
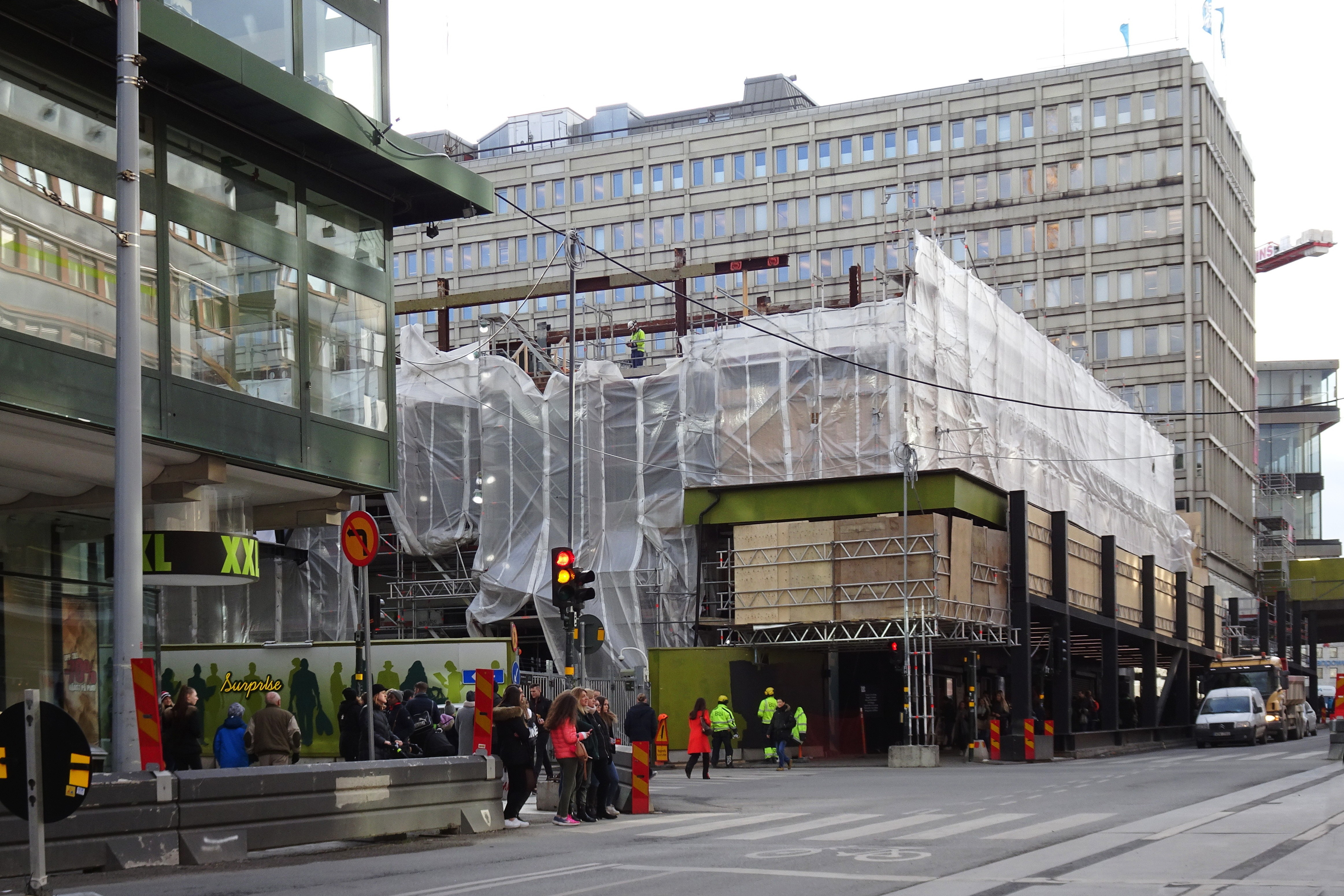
Trollhättan 29 före ombyggnaden, sedd från Hamngatan i mars 2017.
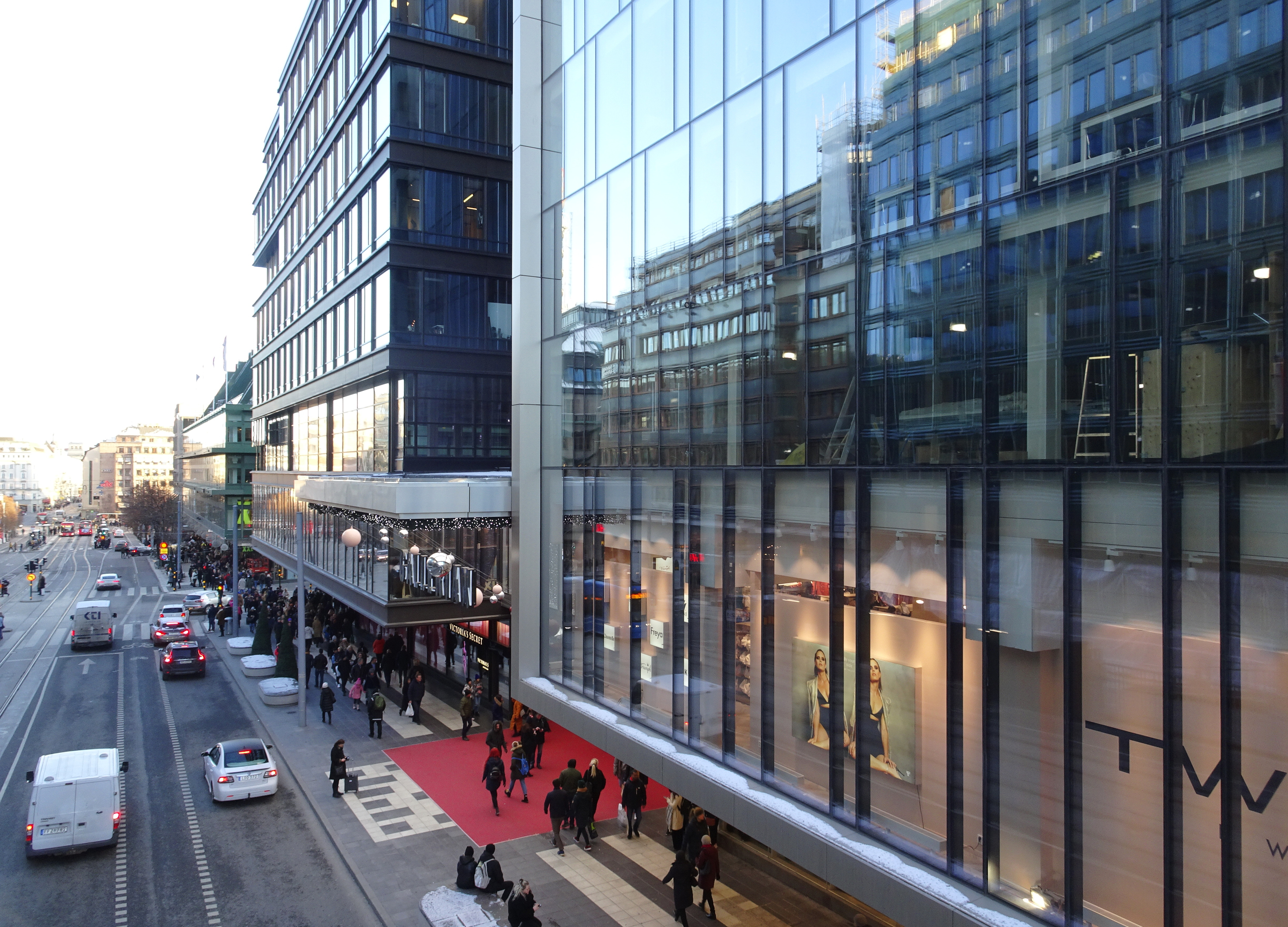
Trollhättan 29 (närmast) och Trollhättan 30, däremellan Gallerians huvudentré, 2019.
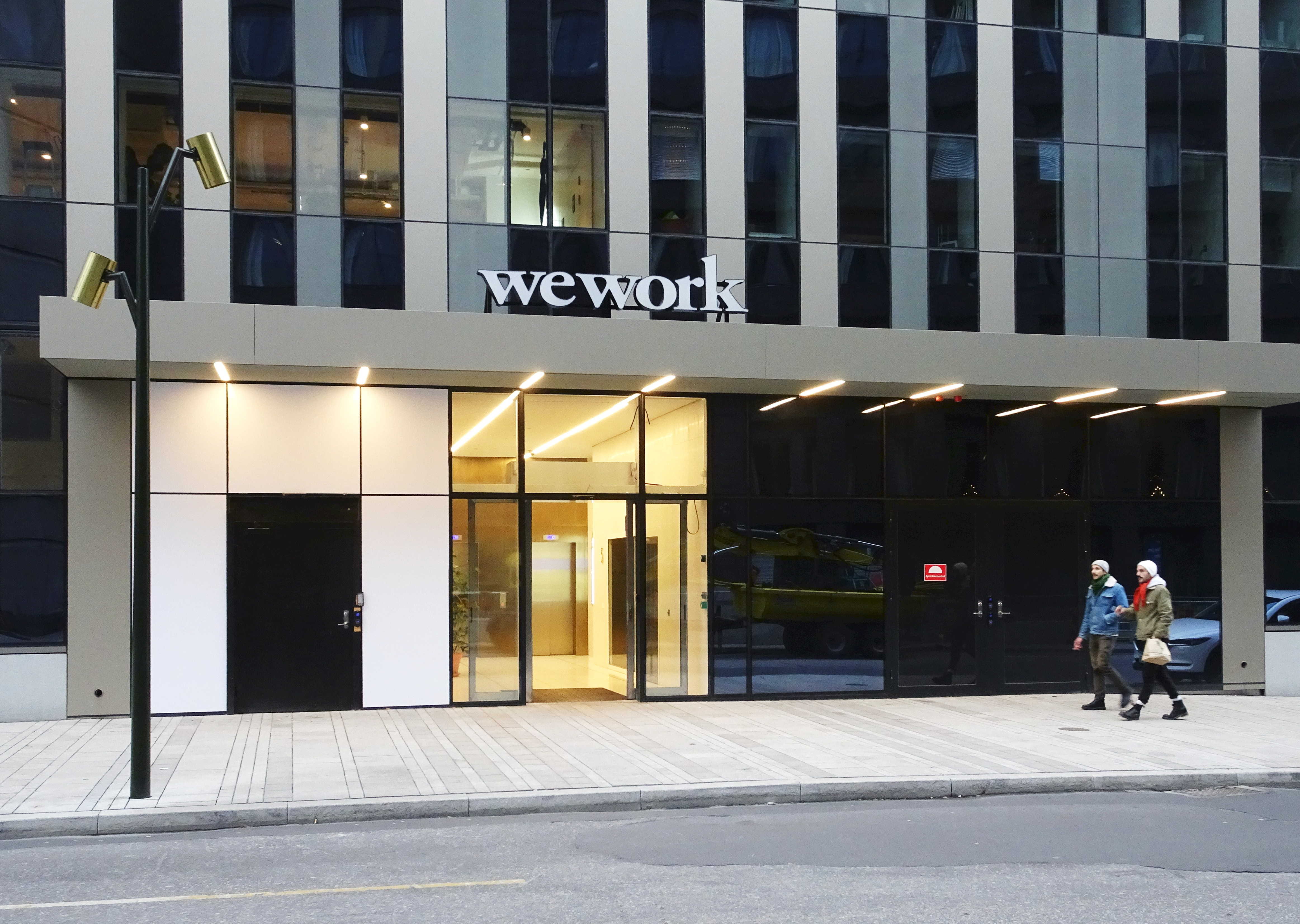
Entrén mot Malmskillnadsgatan efter ombyggnaden, 2019.
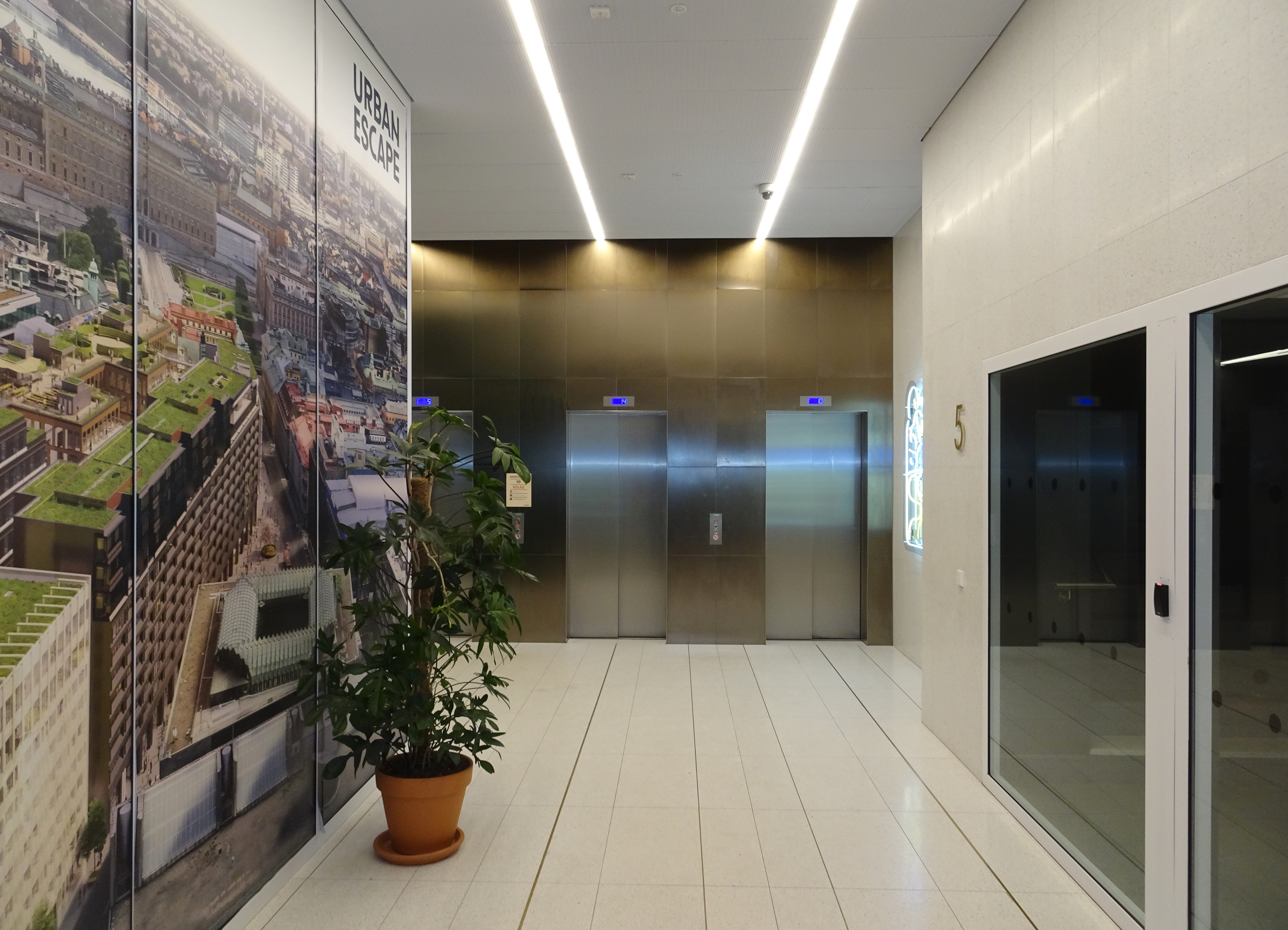
Entréhallen efter ombyggnaden, 2019.